# Daniel Urrutia
Daniel Urrutia ( n.Mendoza, Argentina; 6 de septiembre de 1913 - f. Perú; 29 de octubre de 1948) fue un corredor automovilístico argentino reconocido por ser el copiloto de Juan Manuel Fangio.

## Carrera
Si bien Daniel Urrutia no era mecánico, tenía un gran conocimiento sobre el tema. Apasionado por los autos, su debut como acompañante de Fangio tuvo lugar en 1947, y con éxito. Fue en la Doble Vuelta Sierra de la Ventana 1947. Otra de las victorias de ambos, siempre con Chevrolet coupé, tendría lugar en la Vuelta de Entre Ríos 1948, en la que triunfaron en sus dos etapas (de 641 y 862 km). Fangio/Urrutia ganaron a un promedio de 120,4 Km/h, pero nunca aliviaron el ritmo. Cuando la victoria era segura, recorrieron el último tramo Bovril/Paraná a la elevada media de 142,86 Km/h.
Ese mismo año habían ganado el Gran Premio Ciudad de Pringles, que también figura como Vuelta de Coronel Pringles o Doble Vuelta de Pringles, puesto que se corrió los días 28 y 29 de febrero con un recorrido diferente en cada jornada.
Mostraba Urrutia tanta afición que Juan-Manuel tuvo que prestarle su monoplaza de Mecánica Nacional para que corriera una prueba en Esperanza, en la que Daniel terminó 4º. Realizó numerosas carreras de pistas.
Ambos aspiraban ganar el gran premio de América del Sur, el más importante del continente, que lo recorría de punta a punta desde Buenos Aires hasta Caracas, 9.575 kilómetros en 14 etapas, que se realizó el 20 de octubre de 1948.

## Accidente y tragedia
La carrera ofreció un duelo espectacular entre Fangio/Urrutia y Óscar Gálvez/Herrero. Estos primeros habían logrado ganar la 5.ª etapa La Paz/Arequipa del Gran Premio Internacional del Norte de 1948. En la etapa Arequipa/Lima, sufren la pérdida de una rueda de su Chevrolet lo cual lo retrasa tanto que se clasifica 13º y, prácticamente, sus pilotos no tienen tiempo de dormir esa noche antes de reparar el auto y tomar la salida para la siguiente etapa, Lima/Tumbes. Parten en el puesto 23º, al que han caído en la clasificación general, pero 150 kilómetros después Fangio ha adelantado a todo el mundo; sólo Óscar Gálvez puede seguirle durante un trecho.
Después de haber estado trabajando toda la noche, Fangio no se encontraba en óptimas condiciones fìsicas al comienzo de la etapa Lima/Tumbes. Estaban cansados debido a que tras un inminente golpe militar en Arequipa se había adelantado el horario de salida de la séptima etapa.
El reflejo de las luces de Gálvez en el retrovisor de Fangio perturba su visión, que ya había quedado forzada por la niebla, exigiendo al piloto un esfuerzo de concentración suplementario para correr a ciegas y sobreponerse a la fatiga. Al cruzar el pueblo de Huanchaco, unos 50 km después de la ciudad de Trujillo, experimenta un nuevo deslumbramiento por la reflexión de sus propias luces sobre las paredes encaladas de los edificios; así que, a la salida de la población "El Chueco" ve todo negro, se agarra fuertemente al volante y sufre uno de los escasos accidentes de su carrera: no aprecia bien una curva a izquierdas, se sale de la carretera por la derecha a unos 140 Km/h, cae dando tumbos por el talud. Se abrieron las puertas y Daniel salió despedido fuera del coche al arrancársele la portezuela, Fangio se salvó de milagro porque su pie quedó aprisionado entre los pedales, quedó dentro de la cabina, provista de una primitiva jaula antivuelco. Óscar Gálvez, 100 m por detrás, habiéndose advertido el accidente pero se sale sobre la cuneta opuesta, volcando a su vez. Luego Gálvez ayudaría a salir a Fangio del coche y luego de cerciorarse de que no sufre lesiones importantes, seguirá la prueba tras reparar una rueda reventada.
Pasan otros corredores (Marimón, Juan Gálvez, Bojanich) que no paran porque no ven a los accidentados o porque los creen ya atendidos. Eusebio Marcilla, en cambio, se detiene y será él quien conduzca a los heridos al hospital de Chicama, bautizado como "El caballero del camino" por su nobleza llegó a Caracas en segundo lugar a doce minutos del ganador, Toscanito Marimón.Y Manuel Montes (otro piloto de Chevrolet) también se detendrá y desistirá de seguir la prueba por acompañar a su amigo Fangio. Era la madrugada del viernes 29 de octubre. .
A Juan Manuel, que está herido en el rostro y las piernas, se le cura y hospitaliza, siendo velado por Montes, mientras a Daniel Urrutia se le intenta reducir la fractura de cráneo. El día siguiente, Fangio se ocupa de su coche, se entera de que la carrera va encabezada por los hermanos Gálvez (aunque la ganará Domingo Marimón con su Chevrolet coupé, puesto que los Gálvez sufrirán diversos problemas a la puertas de Caracas) y, desgraciadamente, de que Daniel Urrutia ha muerto.
La desaparición de su amigo marcó mucho el ánimo de Juan-Manuel Fangio. A partir de entonces evitaría correr con alguien más en el auto. Incluso llegó a participar en La Mille Miglia 1956 en solitario, sin el casi imprescindible copiloto-navegante.
Se supo que Fangio previo a este viaje le supo decir a su acompañante 

"No corras vos tenes una linda familia. No te conviene correr, vos tenes que proteger lo tuyo, deja todo esto"

, Urrutia insistió y fue su gran acompañante en esa carrera.
Las últimas palabras que le dijo Urrutia a Fangio fue: 

"Ya esta por amanecer pronto".

Sus restos descansan en el cementerio de la ciudad de Mercedes, en la provincia de Buenos Aires.

## Vida privada
Estaba casado e iba a ser padre de un varón, el cual heredó su vocación.

## Homenaje
En 1995 la Asociación de Corredores de Turismo Carretera dispuso que en su memoria el 29 de octubre se celebre el día del acompañante.